# Nessa Childers
Nessa Maria Vereker Childers (9 de octubre de 1956, Dublin) es una política europea que ha sido eurodiputada desde 2009.

## Inicios
Es la hija del cuarto Presidente de Irlanda, Erskine H. Childers y su segunda mujer, Rita Childers. Su abuelo paterno fue Robert Erskine Childers, un líder republicano irlandés y autor del thriller de espionaje El enigma de las arenas. Tiene un grado en Artes y Psicología del Trinity College (Dublín) y un diploma de posgrado del University College Dublin. Durante su tiempo en Trinity sirvió como registradora de la University Philosophical Society. Anteriormente, había trabajado como psicoanalista en el sector privado.

## Política
Es una exconcejal del Partido Verde en Blackrock en el sur de Dublín. Fue elegida en 2004 y dimitió de su cargo en agosto de 2008.
Childers se unió originalmente al Partido Laborista antes de las elecciones municipales de 2004, pero cuándo no logró ser nominada para presentarse a la diputación provincial de Dún Laoghaire-Rathdown, se pasó al Partido Verde y fue elegida para representarlo como concejal.
En septiembre de 2008 dimitió del Partido Verde para presentarse por el Partido Laborista en el distrito del este en las elecciones al Parlamento Europeo de 2009. Fue elegida en mayo de 2009. Fue elegida en mayo de 2009.
Entre 2009 y 2014 Childers fue miembro de la Comisión de Medio Ambiente, Salud Pública y Seguridad Alimentaria de la Eurocámara y la delegación de relaciones con Japón. También fue miembro sustituto de la Comisión de Cultura y Educación.
En noviembre de 2011, rechazó apoyar al candidato del Gobierno irlandés al Tribunal de Cuentas Europeo, Kevin Cardiff, quién era jefe de la División de Servicios Financieros del Departamento de Finanzas oficial. Childers expresó su preocupación acerca de su conveniencia dada la incertidumbre sobre su papel en la Garantía del Banco de Irlanda y un error grave reciente en el cálculo de las finanzas públicas irlandesas.
Childers hizo campaña sin éxito para que al antiguo diputado de Fianna Fáil y Comisario europeo Pádraig Flynn se le retirara su pensión de la Comisión después de que el Tribunal Mahon descubriera que había recibido pagos por corrupción. La razón dada por la Comisión fue que los hallazgos "no representan el veredicto de un tribunal tras el debido proceso".
Dimitió del Partido Laborista parlamentario el 5 de abril de 2013, diciendo que "...Ya no quiero apoyar un Gobierno que está haciendo daño a personas". Dimitió del Partido Laborista en julio de 2013. Fue diputada no adscrita del Parlamento Europeo entre 2013 y 2014.
En junio de 2013 pidió al ministro Phil Hogan que formara una comisión para decidir nuevas fronteras de circunscripción. Señaló una reducción de cargos dedicados a las circunscripciones irlandesas en el Parlamento Europeo, que habían descendido de 12 a 11 como consecuencia de la entrada de Croacia en la UE. Además, llamó a una prohibición sobre la colocación de carteles electorales en los postes de propiedad municipal, pero no en los más comunes postes de Eir ni en los de Electric Ireland. La Comisión fue nombrada en julio de 2013.
En enero de 2014, Childers anunció que pasaba de la circunscripción del este a la circunscripción de Dublín en las elecciones al Parlamento Europeo de 2014. En las elecciones del 2014 se abolió la circunscripción del este, con su parte norte siendo transferida a la nueva circunscripción de Midlands-Noroeste, y su parte sur a la circunscripción del sur.
Childers fue elegida para la circunscripción de Dublín en las elecciones europeas de 2014. El 18 de junio de 2014 fue readmitida en la Alianza Progresista de Socialistas y Demócratas (S&D).
En 2016, se une a DiEM25, el Movimiento Democracia en Europa.